# Sakina Boutamine
Sakina Boutamine (* 2. Juni 1953) ist eine ehemalige algerische Mittel- und Langstreckenläuferin.
1977 wurde sie beim Leichtathletik-Weltcup in Düsseldorf Sechste über 1500 m. Bei den Afrikaspielen 1978 in Algier siegte sie über 1500 m und gewann Silber über 800 m.
1979 gelang Boutamine bei den Leichtathletik-Afrikameisterschaften in Dakar ein Doppelsieg über 1500 m und 3000 m. Beim Weltcup in Montreal wurde sie Vierte über 1500 m und Siebte über 3000 m, und bei den Mittelmeerspielen in Split holte sie über 1500 m Bronze mit ihrer persönlichen Bestzeit von 4:10,60 min.